# Flota Świnoujście
Flota Świnoujście [flota švino'ujšťje] (celým názvem Miejski Klub Sportowy Flota Świnoujście) je polský fotbalový klub z přímořského města Svinoústí založený 17. dubna 1957. Domácím hřištěm je stadion OSiR Wyspiarz s kapacitou 4 500 míst (3 070 na sezení). Klubové barvy jsou modrá a bílá. Od sezony 2008/09 hraje v polské druhé lize, která se jmenuje I liga.
V roce 2014 se klub potýkal s finančními obtížemi.

## Logo
Logo ve tvaru erbu obsahuje svislé modrobílé pruhy, uprostřed je velké písmeno F. V horní části emblému je velkými písmeny nápis Świnoujście.

## Názvy klubu
- od 17. 4. 1957 – WKS (Wojskowy Klub Sportowy) Flota Świnoujście (založení)[1]
- od června 1968 – MZKS (Międzyzakładowy Klub Sportowy) Flota Świnoujście[1]
- od 1996 – MKS (Miejski Klub Sportowy) Flota Świnoujście[1]

## Úspěchy
- postup do polské 2. ligy po sezoně 2007/08

## Čeští hráči v klubu
Zde je seznam českých hráčů, kteří působili v klubu Flota Świnoujście:
- Petr Hošek[3]